# Croce di Lotario
La croce di Lotario (in tedesco: Lotharkreuz) è una crux gemmata (croce processionale adornata di pietre preziose), datata intorno all'anno 1000, sebbene la sua base risalga al XIV secolo. È stata realizzata in Germania, probabilmente a Colonia. È un eccezionale esempio di oreficeria medioevale e "un importante monumento alla ideologia imperiale", facente parte del tesoro della cattedrale di Aquisgrana, che include diversi altri capolavori di arte sacra ottoniana. Le misure della parte originale sono di 50 cm di altezza, 38,5 cm di larghezza, 2,3 cm di profondità. La croce appartiene al periodo in cui l'arte ottoniana si evolveva in arte romanica, e la crocifissione incisa sul retro anticipa il periodo successivo.

## Storia
La Croce prende il nome dal grande sigillo verdognolo in cristallo di rocca, inciso e posto vicino alla base, raffigurante il ritratto ed il nome del sovrano carolingio Lotario II, re di Lotaringia (835-869) e nipote di Carlo il Calvo. La croce è stata realizzata nell'arco di un secolo, dopo la morte di Lotario, per qualcuno della dinastia ottoniana (i successori della dinastia Carolingia); probabilmente per Ottone III, Imperatore del Sacro Romano Impero. Sembra sia stata donata alla cattedrale non appena fu realizzata.
La Croce è ancora utilizzata nelle processioni. Durante le festività più importanti viene portata nella Cattedrale di Aquisgrana e poi posta accanto all'altare maggiore durante la messa. Normalmente è in mostra nel Museo del Tesoro della Cattedrale.

## Descrizione e interpretazione

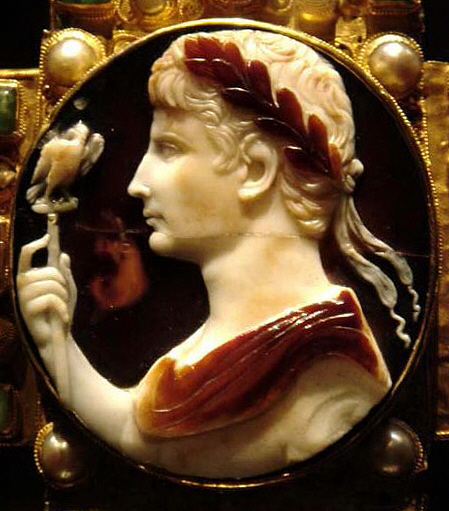
Il cammeo di Augusto al centro della Croce

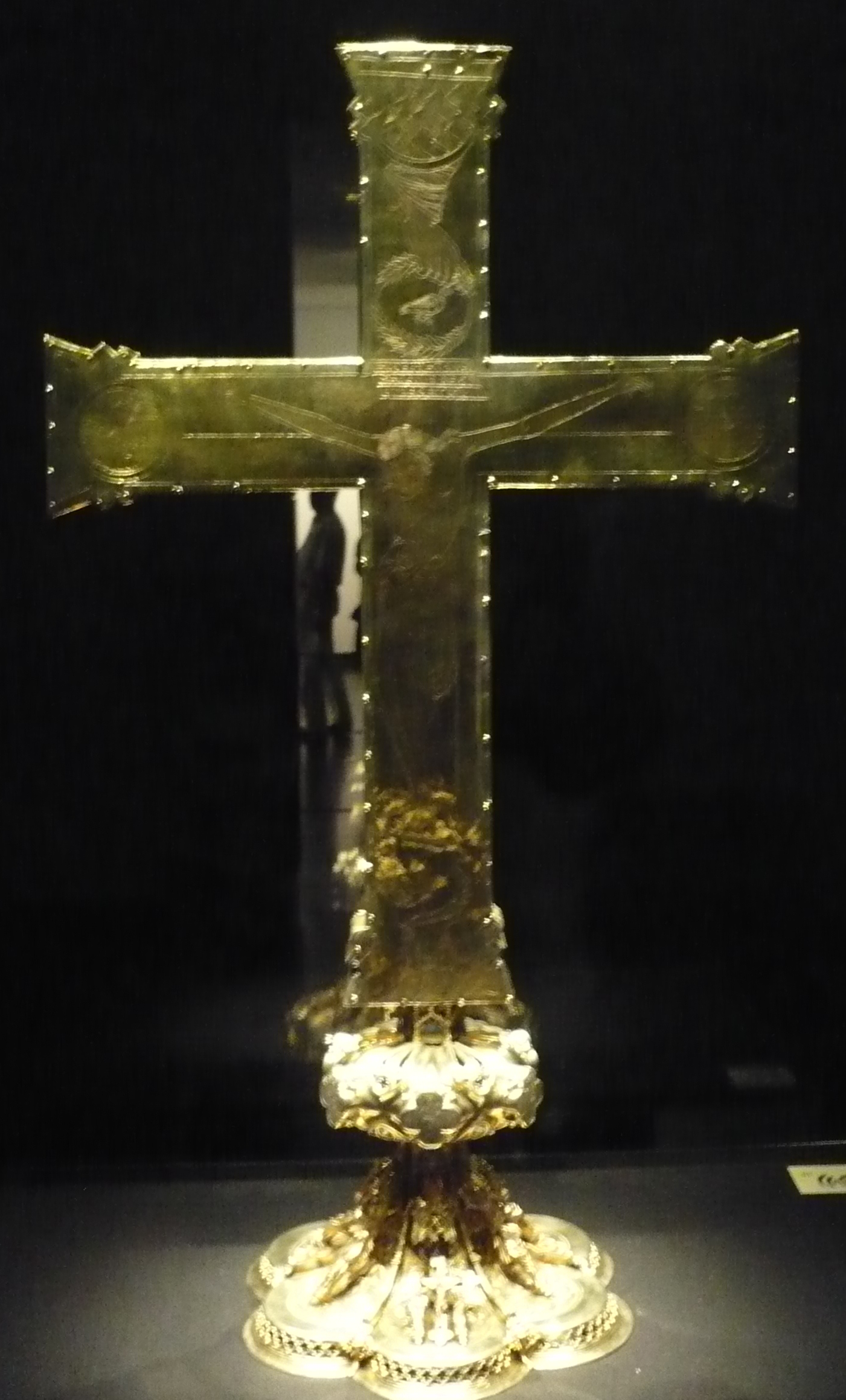
La Crocifissione incisa nel retro

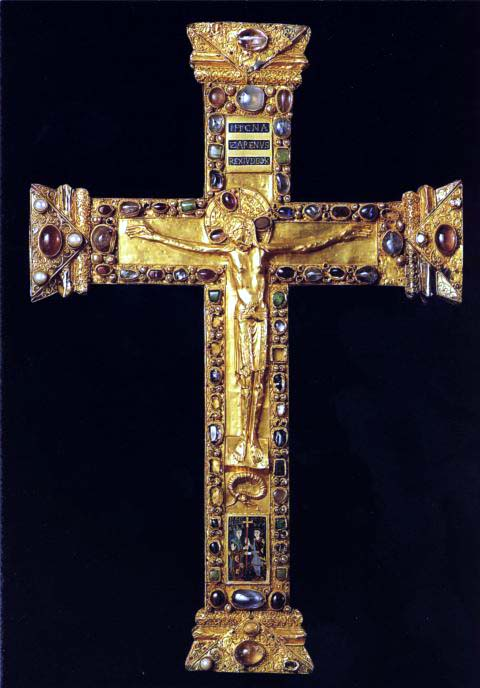
La Croce di Ottone e Matilde, del 973, ha molte somiglianze, ma ha un Cristo scolpito sulla parte frontale, sopra una placca di smalto

Il nucleo in quercia della Croce di Lotario è rivestito di oro e argento, con incastonati gioielli e gemme incise - un totale di 102 gemme e 35 perle. La parte anteriore della croce (nei termini qui usati) è placcata in oro e argento ed è riccamente decorata con pietre preziose, perle, filigrana d'oro e smalto cloisonné. Alcune fonti suggeriscono che tale lato può essere considerato come posteriore, in quanto la croce veniva probabilmente portata in processione con la crocifissione incisa rivolta in avanti e la faccia gemmata rivolta verso l'imperatore, che seguiva la croce. Lo smalto è sulle fasce dei terminali, interrotte dai punti delle sezioni triangolari. Le gemme nelle file centrali sono montate in piattaforme a rilievo, a forma di tamburo, i cui lati sono decorati con arcate in filigrana. La superficie piana dei bracci è interamente decorata con viticci in filigrana. Nel punto di incontro dei bracci è posto un sardonico cammeo del I secolo a.C. a tre strati, raffigurante l'imperatore romano Augusto che tiene uno scettro con aquila, anche questo montato su un tamburo a rilievo.
Supponendo che gli ottoniani sapessero che il cammeo era un ritratto di Augusto, ciò può essere servito a collegare la dinastia ottoniana con gli imperatori romani, e dunque a confermarla rappresentante di Dio sulla terra. D'altro canto, un ritratto della figlia di Augusto, Julia, intagliato in una gemma nella parte superiore dello "Scrigno di Carlo Magno", un raffinato manufatto donato all'Abbazia di Saint-Denis da Carlo il Calvo, è stato considerato come un'immagine della Vergine Maria. Un altro ritratto su gemma dell'imperatore romano Caracalla aveva una croce e il nome di San Pietro aggiunto ad essa in metallo, ad uso della Sainte-Chapelle di Parigi. Ora è impossibile conoscere i gradi di consapevolezza di questo riciclaggio iconografico tra le diverse categorie di persone che creavano e usavano questi oggetti.
La seconda grande gemma, posta sotto quella di Augusto, era probabilmente il sigillo di Lotario e porta il suo ritratto con la scritta "+XPE ADIVVA HLOTARIVM REG" ("Dio salvi re Lotario"). Questa aveva una funzione simile alla precedente, collegare gli ottoniani con la dinastia carolingia, che aveva istituito la posizione di Imperatore del Sacro Romano Impero. Altre gemme sulla croce hanno sculture classiche, inclusi un'ametista con le Tre Grazie e un leone in onice, entrambe sono montate con le immagini poste lateralmente.
Il lato posteriore della Croce è una semplice piastra in oro incisa con la "Crocifissione di Gesù", con al di sopra di essa la mano di Dio che tiene una corona del vincitore contenente la colomba dello Spirito Santo; qui è rappresentata l'accettazione di Dio Padre del sacrificio di Cristo. Questa è la prima apparizione nota della colomba in questo tema, il che introduce tutta la Trinità in una Crocifissione, un'iconografia destinata ad avere un lungo futuro. Il serpente, che rappresenta Satana, è avvolto intorno alla parte inferiore della croce. Nei medaglioni, in corrispondenza delle estremità dei bracci, vi sono le personificazioni del Sole e della Luna con testa inchinata e sormontata dai relativi simboli. La mano con la corona è stata un motivo comune nei mosaici a Roma, e utilizzato anche nell'arte associata con i primi imperatori del Sacro Romano Impero, in manoscritti miniati con ritratti degli stessi, per sottolineare la loro autorità proveniente da Dio.
Si tratta di un eccezionale e commovente esempio di "Crocifissione", strettamente correlata all'antecedente croce di Gerone, a Colonia, in legno e a grandezza naturale, opera cruciale nello sviluppo dell'immagine occidentale del Cristo crocifisso, con la testa reclinata sulla spalla ed il corpo curvato a forma di S, a mostrare i segni della sofferenza, qui con il sangue che sgorga dalla ferita da lancia nel fianco. I lati posteriori risultano incisi in molte croci del periodo. La croce è ora montata su un piedistallo gotico del XIV secolo, esso stesso decorato con due piccole crocifissioni e altre figure.
Questo stile di decorazioni in oro tempestato di gemme preziose, col riutilizzo di materiale proveniente dall'antichità, era usuale all'epoca per gli oggetti più ricchi. In particolare, il tema della croce gemmata glorificata, una "trasformazione del grezzo patibolo su cui Cristo è morto", risale alla tarda antichità, quando i pagani, avversari del cristianesimo, schernivano spesso la natura misera del simbolo primario cristiano. Fino al VI secolo circa, le croci raffiguravano raramente la figura di Cristo, ma intorno al 1000, grandi croci gemmate avevano già spostato la crocifissione, solitamente in fusione di bronzo dorato, alla faccia anteriore della croce, rendendo tali crocifissi la più comune forma cattolica della croce. Alcuni esempi sono le croci di Bernoardo di Hildesheim (c. 1000, cattedrale di Hildesheim), Gisella di Baviera (Ratisbona, 1006, ora Monaco di Baviera), e Matilde di Essen (973, Cattedrale di Essen, foto in basso a destra), che utilizza un disegno praticamente identico ai terminali dei bracci della croce di Lotario.
A questo proposito la Croce di Lotario è, in qualche modo, un oggetto conservatore, in quanto lascia la parte anteriore libera per il simbolismo imperiale, forse per una intenzionale rinascita dello stile carolingio; in effetti le croci più ricche del periodo fanno più uso dello smalto. I due lati possono essere interpretati come rappresentazione dello stato e della Chiesa, aspetto opportuno ad una donazione imperiale portata di fronte agli imperatori del Sacro Romano Impero quando questi andavano in processione in chiesa La forma ampia del disegno si accorda a quella della piccola croce sulla parte anteriore della corona imperiale del Sacro Romano Impero (c. 973/83?), anche questa con un lato anteriore gemmato ed una crocifissione incisa sul retro.